# Macarena Márquez Jurado
Macarena Márquez Jurado (Madrid, 1960) es una escritora, pintora e historiadora del arte española, que fue biógrafa de la reina Bárbara de Braganza.

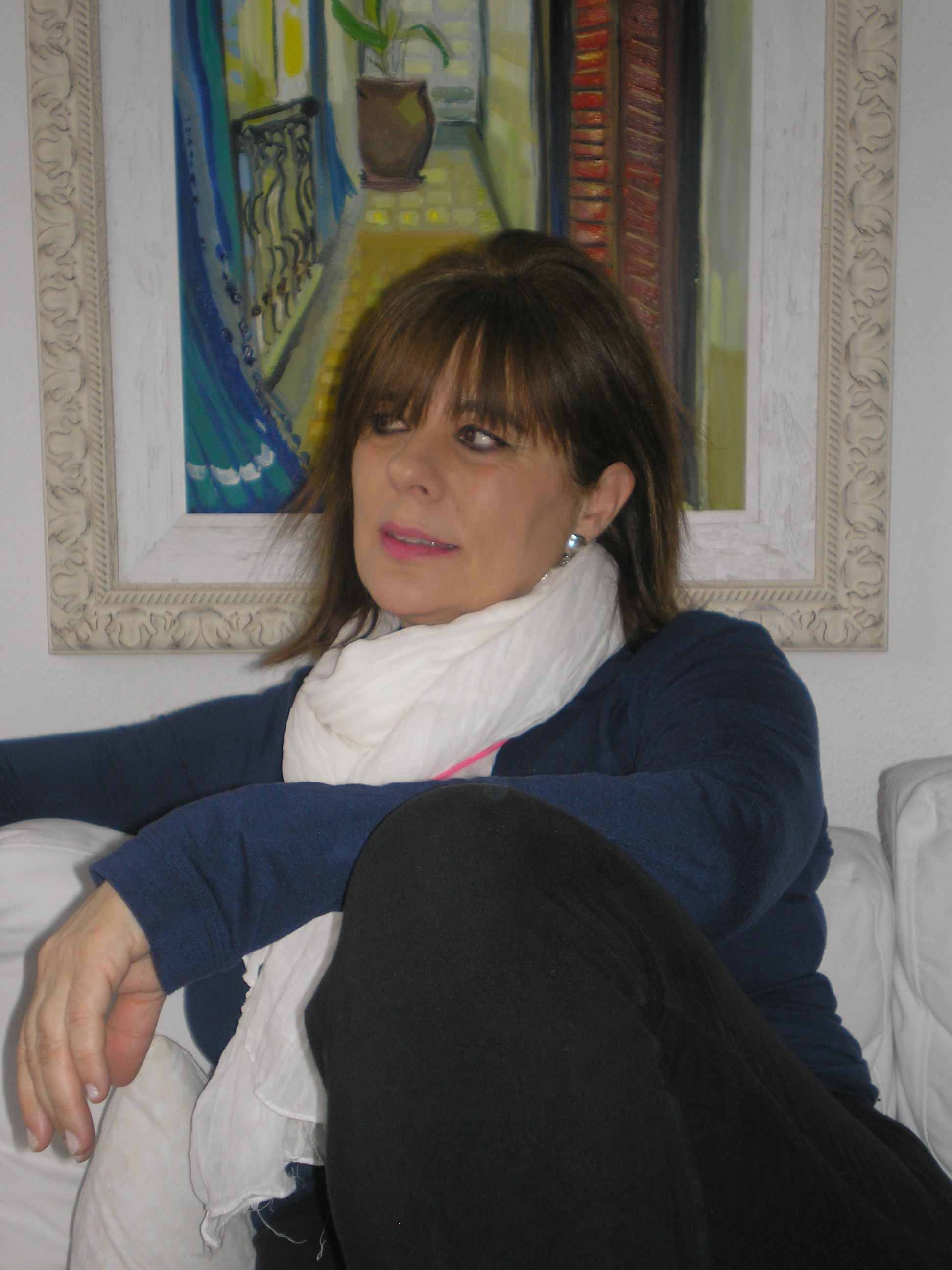
Macarena Márquez Jurado

## Biografía
Licenciada en Geografía e Historia y Especialista en Historia del Arte por la Universidad Complutense de Madrid, estudió Biblioteconomía, Documentación, Diseño Gráfico y Editorial y Escritura Creativa por La Escuela de Escritores. Simultaneó su formación universitaria con la artística en el Estudio de pintura Gutiérrez-Navas de Madrid. En esa línea, ha realizado numerosas exposiciones, alternando su trabajo en una editorial de revistas de difusión nacional (G+J España, Cosmopolitan, Mía, Muy Interesante, Marie Claire, Ser Padres, Geo) con la actividad pictórica y literaria.
Actualmente está afincada en la ciudad de Valladolid, donde imparte clases de dibujo y pintura, es miembro de la Asociación de Escritores y Artistas españoles y colaboradora de Radio y Televisión. Autora de la novela Treinta y siete minutos en el atasco, obra que tiene como paisaje de fondo el incendio de la emblemática discoteca Alcalá 20 de Madrid, situada en los bajos del Teatro Alcázar y de la biografía histórica de la reina Bárbara de Braganza, en la que se rinde tributo a una reina española que fue alumna de Domenico Scarlatti

## Actividad como escritora

### Novelas
- Treinta y siete minutos en el atasco - Novela es la primera obra de Macarena Márquez, publicada en el año 2009.

- La Cuestión 106 (2012)

La irresistible atracción que los rostros de un cuadro del pintor español Diego Velázquez:Tentación de Santo Tomás de Aquino, ejercen sobre Julia Conde, conductora de uno de los programas radiofónicos de mayor audiencia del país, acaban arrastrándola hacia un profundo estudio del lienzo. En la base de su fascinación anidan los secretos de un enigma, cuyo desciframiento desvelará una compleja red de relaciones humanas entre quienes creen ser meros compañeros de trabajo, cinco personas que trabajan en unos famosos grandes almacenes y que, a su vez, viven en un edificio del centro de la ciudad.
- Con dos Rombos (2013)

Narra la historia de un Divorcio tan insólito como posible, que para ser descifrado y asumido requiere ser reescrito en todas sus etapas.  Con ojo crítico, rigurosidad histórica y visión humorística, ambos excónyuges harán una incursión en el tiempo desde los albores del tercer milenio hasta llegar a lo que fue la infancia de los niños nacidos a fines del Franquismo, los Baby boomer españoles. Sus protagonistas son antihéroes que madrugan, trasnochan, tienen perfil en las Redes, cambian pequeños pisos en el centro de la urbe por adosados en los confines del universo, ven la televisión, padecen atascos, hacen la compra. Son seres que trabajan, que tienen más responsabilidades que libertades, y pasan gran parte del día ante pantallas de ordenador. Todos tienen decenas de hermanos, cientos de primos y muy pocos hijos. Son seres que se casan, que se cansan y se divorcian, que recuerdan y tienen jefe. Hijos de la Explosión de natalidad de los años sesenta, merendaron pan con chocolate y se fueron a la cama con la Familia Telerín; madres y padres del baby crash, inauguraron la era Internet y hoy se relacionan a través de redes.

### Biografías
- Bárbara de Braganza - Biografía histórica (2011)

Bárbara de Braganza (Lisboa,1711-Aranjuez,1758), reina consorte española casada con Fernando VI de Borbón. En el presente libro se afronta la incursión en la vida y obra de una reina inteligente y políglota, hablaba latín, español, francés, portugués, italiano y alemán. Acorde con las corrientes de la Ilustración, instauró en el Palacio de Aranjuez una corte de boato y entretenimiento. Fue inmortalizada en un lienzo de calado sicológico sin precedentes que se custodia en el Museo del Prado: La familia de Felipe V (Van Loo). En lo político, llegó a filtrar con talento lo que el rey tenía que saber y lo que se le tenía que ocultar para no entorpecer su frágil equilibrio síquico. Pero la gran pasión de esta reina fue la música. De alumna del gran Domenico Scarlatti, al que llegó a igualar tañendo el clave, se convirtió en su mecenas, siendo la inspiradora de las más de quinientas cincuenta Sonatas que compuso.

### Colaboraciones y relatos
- Belén sin vatios La navidad también cuenta (2010)
- La ensalada de Violeta Grosselina Ensaladas Templadas y firmadas (2010)
- El mejor skyline de Castilla y León (2011)
- Lo que Cervantes me contó de su casa de Valladolid (2012)

Lo que Cervantes me contó de su casa de Valladolid es un relato de ficción en el que Carlos Luna, joven adolescente que vive junto a la casa en donde residió Miguel de Cervantes durante su estancia en la ciudad de Valladolid, habla con su ilustre vecino. El mismo Cervantes, le cuenta que él no ha muerto, que vive en sus libros. Por eso, cada vez que Carlos abre El Quijote, tiene un encuentro con él. Poco a poco, Cervantes le irá conquistando, hasta explicarle de forma clara y amena las peripecias por las que pasó en lo que hoy es la Casa de Cervantes (Valladolid).

## Actividad como pintora

### Trayectoria pictórica
Formada en el Estudio Gutiérrez Navas de Madrid, de la mano de Concha María Gutiérrez Navas, utiliza el punto de vista múltiple de la Escuela Fauve de pintores y el Fovismo. Pinta con palabras y escribe con imágenes, siempre con impactos repletos de cosas: colores, materia, emociones y frases. En sus cuadros se ponen de manifiesto dos extremos de un mismo ciclón. Por arriba, las imágenes llegan allá donde las palabras se quedan cortas. Por abajo, las palabras precisan aquello que un pincel no podría definir. Todo ello contribuye a un tipo de pintura literaria, y en lo literario, a un tipo de literatura de imágenes. Todo abunda en lo mismo: crear universo, detener ciertos instantes, nadar en ilusiones ópticas.
La línea que separa su obra escrita de la pictórica es apenas imperceptible. Expresa el universo con diferentes discursos. Fiel reflejo de esa escasa diferencia entre el plano pictórico y el literario es la muestra: Visto para lectura (Madrid, 2001) en donde la visión plástica fue definida por textos de autores como James Joyce, Marcel Proust o Séneca. En la muestra: El color (Madrid 2002), se valió de la obra de Kandinsky y su teoría acerca de los colores para definir la potencia de las imágenes, que transmiten todo aquello a donde es imposible llegar con palabras. La visión siempre es energética, nadando entre lo fauve y lo expresionista, el dibujo lo reportan los planos de color y no la línea. Las imágenes rebosan optimismo, el deseo de la felicidad, la alegría que reporta una luz que siempre es de verano.
En la actualidad desarrolla su obra tomando como base la Acuarela, técnica que le permite un tipo de pintura rápida y cargada de creatividad, en donde puede expresar un amplio universo tocando los postulados de movimientos pictóricos tan diversos como el Fovismo, el Impresionismo, el Expresionismo, e incluso el Cubismo. Acuarelista manifiesta, es creadora de un método propio de enseñanza de esta técnica píctorica.

### Obra Pictórica
- Tulipanes (Biblioteca Ayuntamiento de Alpedrete, Madrid 2002)
- Margarita, estate quieta con la falda (El Zaguán, Madrid 2005)
- La Dolce Vita ( 100 mujeres por la Igualdad, Valladolid 2009)
- Sin sonido (Fundación Andrés Coello, Valladolid 2010)
- Búscame aquí, al atardecer (Granada, septiembre de 2010)
- De aquí no me muevo (Fundación Andrés Coello, Valladolid 2010)